# Pau Pérez Herrero
Pau Pérez Herrero   (Castelló de la Plana, 7 de maig de 1961) és un polític valencià. Ha sigut membre de la Cambra de Comerç de Tarragona, gerent del Port Esportiu de Tarragona, i regidor pel Partit dels Socialistes de Catalunya a l'Ajuntament de Tarragona.